# Campyloneurum aphanophlebium
Campyloneurum aphanophlebium là một loài thực vật có mạch trong họ Polypodiaceae. Loài này được (Kunze) T. Moore miêu tả khoa học đầu tiên năm 1861.